# بول هارت
بول هارت (بالإنجليزية: Paul Hart)‏ (4 مايو 1953 المملكة المتحدة - ) هو لاعب كرة قدم بريطاني يلعب كمدافع.

## روابط خارجية
- بول هارت على موقع قاعدة بيانات كرة القدم.إي يو (الإنجليزية)
- بول هارت على موقع Soccerbase.com (مدرب) (الإنجليزية)
- بول هارت على موقع عالم كرة القدم.نت (الإنجليزية)